# 城南学園小学校

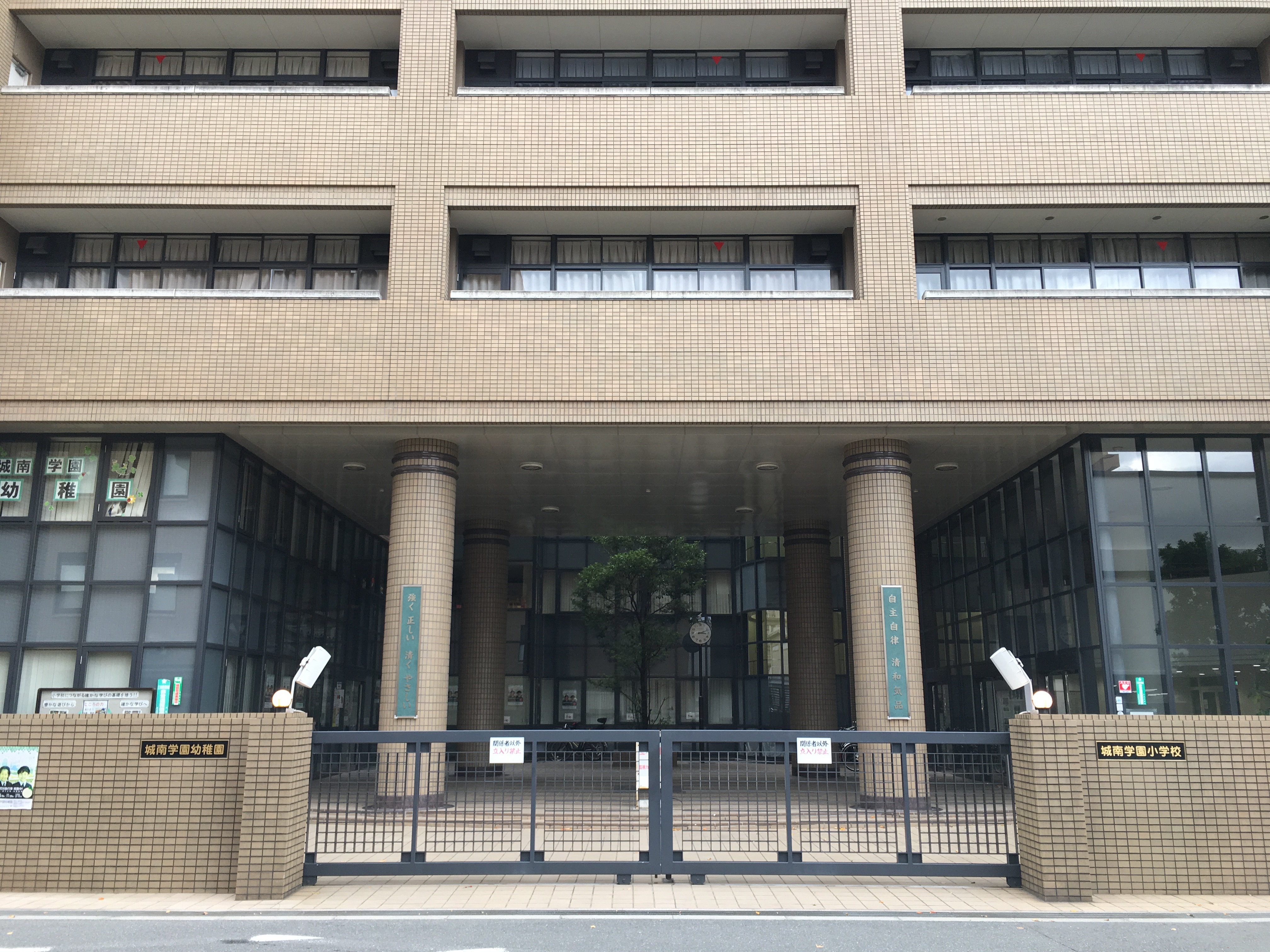
城南学園の幼稚園と小学校の共通入口

城南学園小学校（じょうなんがくえんしょうがっこう）は、大阪府大阪市東住吉区湯里6丁目にある私立小学校。
学校法人城南学園が運営する共学校である。
小学校と幼稚園とは入口を共有している。

## 沿革
- 1950年 - 城南附属小学校設立。
- 1984年 - 城南短大附属小学校に改称。
- 2012年 - 現校名となる。

## 校風
中学受験に力を入れた学校であり、男子は内部進学できないため、中学受験することとなる。編入試験も結構な頻度で行われている。制服は、男子は夏冬とも半ズボンに白いショートソックスで、冬上着はブレザーである。夏服は開襟シャツである。女子は夏冬とも紺のスカートに白いショートソックスで、冬上着はブレザーで夏は開襟シャツである。なお、ネクタイは自分で結ぶタイプではなく、とめる簡易式のタイプである。

## 交通
- 近鉄南大阪線矢田駅、地下鉄御堂筋線長居駅、地下鉄谷町線喜連瓜破駅
- 大阪シティバス湯里6丁目バス停など